# 黃肩擬海豬魚
黃肩擬海豬魚，為輻鰭魚綱鱸形目隆頭魚亞目隆頭魚科的其中一種，分布於西印度洋的模里西斯海域，棲息深度可達25公尺，體長可達6.5公分，生活習性不明。

## 擴展閱讀
維基物種上的相關：黃肩擬海豬魚